# Gustav Wischnövski
Gustav Wischnövski (* 29. März 1872 in Alt Ukta, Landkreis Sensburg; † 15. Oktober 1938 in Berlin) war ein deutscher Politiker (DNVP).

## Leben und Wirken
Wischnövski besuchte die Volksschule in Alt Ukta sowie Stadt- und Bürgerschulen in Rhein (Provinz Ostpreußen) und Sensburg. Danach machte er eine Bäcker- und Konditorenlehre in Rhein. Es folgten einige Jahre der Wanderschaft, in denen Wischnövski in verschiedenen Städten als Bäcker arbeitete. 1898 heiratete er. Nachdem er bereits als Jugendlicher Leiter verschiedener Turn- und Handwerksvereine gewesen war, wurde Wischnövski 1904 Vorsitzender der Berliner Bäckergesellenvereine. 1905 gründete er den Bund der Bäcker (Konditor-) Gesellen Deutschlands, der ihn zum ersten Vorsitzenden wählte.
Ab 1909 redigierte Wischnövski die Zeitschrift Deutscher Bäcker- und Konditorgehilfen, das offizielle Organ seines Verbandes. 1910 wurde er Kassierer und dritter Vorsitzender des Hauptausschusses Nationaler Arbeiter- und Berufsverbände, ferner wurde er erster Vorsitzender des Gewerkschaftsbundes Deutscher Handwerksgesellen. Außerdem wurde er erster Vorsitzender bei dem Spitzenverband Reichverbindung National Gewerkschaften. Neben dieser Tätigkeit leitete er auch die Redaktion der Zeitschrift deutscher Bäcker- und Konditorlehrlinge.
Ab 1914 nahm Wischnövski als Freiwilliger am Ersten Weltkrieg teil. Als Angehöriger des Landwehrregiments Nr. 24 erlebte er unter anderem im Osten die Kämpfe bei Kowna, Wilna und Praschnitz mit. Am 8. Mai 1915 wurde er mit dem Eisernen Kreuz Zweiter Klasse ausgezeichnet. Ende desselben Jahres folgte das Eiserne Kreuz Erster Klasse. Nachdem sämtliche Führer des Bäckerbundes eingezogen waren, wurde Wischnövski für seine Bewegung reklamiert und als Vertrauensmann für das Kriegsamt gewählt. Nach der Novemberrevolution von 1918 wurde er Mitglied des Gemeindeparlaments von Steglitz.
Nach dem Krieg schloss Wischnövski sich der Deutschnationalen Volkspartei (DNVP) an. Er gehörte in den folgenden Jahren dem Vorstand der DNVP sowie des RAA an. Außerdem war er Mitglied des DNVP-internen Reichsausschusses für den gewerblichen Mittelstand.
Im Mai 1924 wurde Wischnövski als Kandidat seiner Partei für den Wahlkreis 2 (Berlin) in den Reichstag gewählt, dem er bis zum Dezember desselben Jahres angehörte. Im selben Jahr wurde er in den Preußischen Landtag gewählt, dem er bis 1928 angehörte.

## Schriften
- Der politische Weg des Handwerkernachwuchses, (= Deutschnationale Flugschrift Nr. 310) Berlin 1927.